# Сульфаты (минералы)

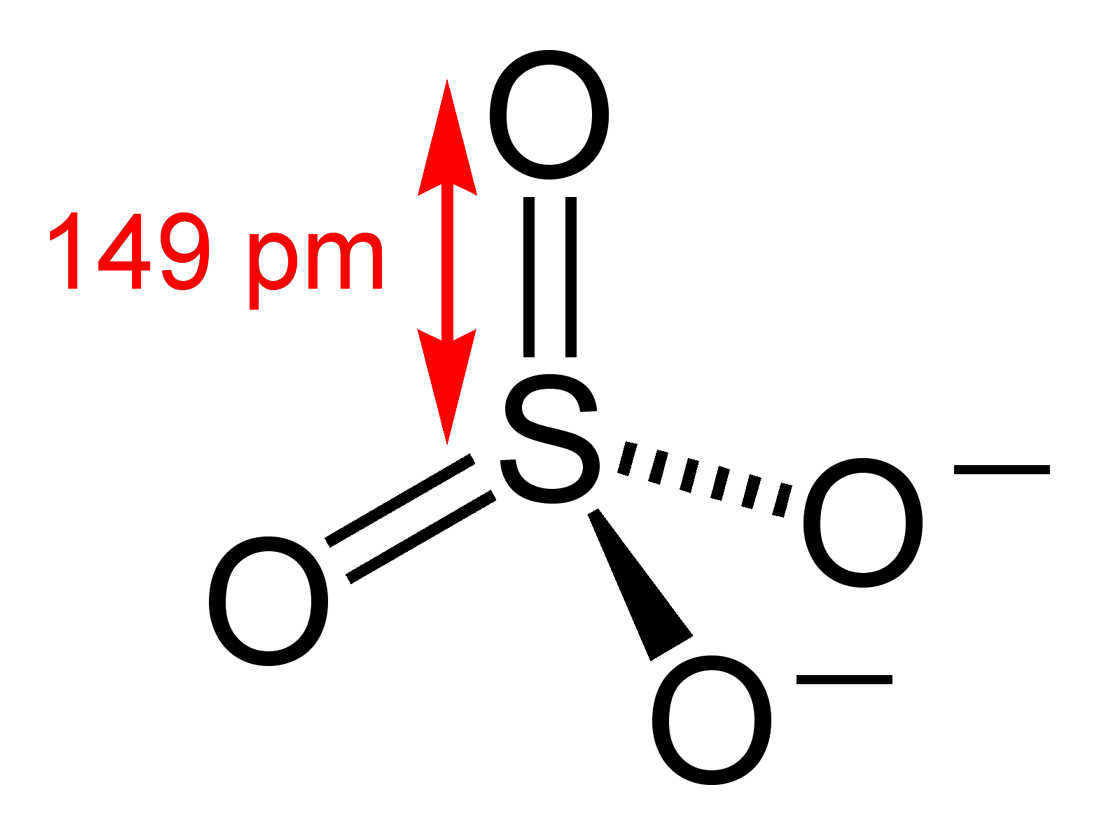
Модель аниона SO_{4}^{2−}

Сульфа́ты — минералы, соли серной кислоты H2SO4. В их кристаллической структуре обособляются комплексные анионы SO42−. Наиболее характерны труднорастворимые сульфаты сильных двухвалентных оснований, особенно Ba2+, а также Sr2+ и Ca2+. Более слабые основания образуют основные соли, часто весьма неустойчивые (например сульфаты окисленного железа), более сильные основания — двойные соли и кристаллогидраты, а они в свою очередь образуют купоросы.

## Свойства
- Твёрдость 2—3,5
- Удельный вес 1,5—6,4
- Окраска разнообразная, большей частью светлая
- Показатель преломления 1,44—1,88, двупреломление большей частью низкое
- Большинство сульфатов хорошо растворимы в воде

## Происхождение (генезис)
Образуются в условиях повышенной концентрации кислорода и при относительно низких температурах, то есть вблизи земной поверхности. Большей частью экзогенные, хемогенные (в месторождениях солей). Сульфаты Cu, Zn и других близких элементов образуются при разрушении сульфидов.
В природе встречается 180 минералов-сульфатов и на их долю приходится ~0,5 % массы земной коры.

## Использование
Некоторые из сульфатов добывают для различных технических целей (гипс, барит и др.), для химической промышленности (мирабилит и др.), как руды Mg и др.

## Качественные реакции
- Реакция с хлоридом бария даёт белый кристаллический осадок сульфата бария[1]:

{\displaystyle {\mathsf {H_{2}SO_{4}+BaCl_{2}\rightarrow BaSO_{4}\downarrow +2HCl}}}
В ионном виде:
<{\displaystyle {\mathsf {SO_{4}^{2-}+Ba^{2+}\rightarrow BaSO_{4}\downarrow }}}>
- Реакция с ацетатом свинца(II) даёт белый кристаллический осадок сульфата свинца[1]:

{\displaystyle {\mathsf {H_{2}SO_{4}+Pb(CH_{3}COO)_{2}\rightarrow PbSO_{4}\downarrow +2CH_{3}COOH}}}
В ионном виде:
{\displaystyle {\mathsf {SO_{4}^{2-}+Pb^{2+}\rightarrow PbSO_{4}\downarrow }}}